# 10046 Creighton
A 10046 Creighton (ideiglenes jelöléssel 1986 JC) a Naprendszer kisbolygóövében található aszteroida. Az INAS program keretében fedezték fel 1986. május 2-án.